# Serie A 1982-1983
La Serie A 1982-1983 è stata l'81ª edizione della massima serie del campionato italiano di calcio (la 51ª a girone unico), disputata tra il 12 settembre 1982 e il 15 maggio 1983 e conclusa con la vittoria della Roma, al suo secondo titolo.
Capocannoniere del torneo è stato Michel Platini (Juventus) con 16 reti.

## Stagione

### Calciomercato

Da sinistra: i due nuovi stranieri della Juventus, il francese Michel Platini – capocannoniere con 16 gol – e il polacco Zbigniew Boniek.

Il mercato fu reso più vivace sia dall'apertura all'ingaggio di un secondo calciatore straniero, possibilità che costrinse le società a muoversi già nei primi mesi dell'anno, sia dalla definitiva abolizione del vincolo sportivo: dal 1º luglio 1982 i calciatori, non più «oggetto passivo delle contrattazioni tra i presidenti», divennero proprietari dei loro cartellini (in questa prima fase, ciò avvenne gradualmente in base all'anzianità), fatto che portò alla nascita di un vero e proprio mercato parallelo tra gli svincolati.
Protagonista fu la Juventus campione uscente, che scelse il polacco Boniek e il francese Platini, dirottando così l'irlandese Brady alla neopromossa Sampdoria; gli ambiziosi liguri si rinforzarono acquistando anche l'inglese Francis e il promettente Mancini, mentre il giovane Vierchowod venne girato in prestito a una Roma che, per il resto, si limitò a pochi acquisti come Maldera e l'austriaco Prohaska.

L'ex capitano milanista Fulvio Collovati, protagonista di un discusso cambio di casacca col passaggio ai rivali cittadini dell'Inter.

La Fiorentina, desiderosa di riscatto dopo l'esito della precedente volata-scudetto, completò la rosa con Pin, Sala e l'argentino Passarella, mentre l'Inter del nuovo allenatore Marchesi si rinforzò con lo stopper della nazionale, l'ex capitano milanista Collovati – per un passaggio sull'altra sponda del Naviglio che generò non poche polemiche, peraltro dopo le contestazioni che avevano falcidiato l'ambiente rossonero per la retrocessione dei mesi precedenti –, oltre al brasiliano Juary e al tedesco Müller.
Il Torino chiuse l'era Pianelli passando nelle mani di Sergio Rossi: il nuovo patron non nascose ambizioni di rilancio portando in maglia granata uno dei freschi campioni del mondo azzurri, Selvaggi, oltreché Galbiati, l'argentino Hernández e la futura bandiera Corradini. Infine in provincia l'Udinese blindò la retroguardia con il difensore brasiliano Edinho e compose l'inedita coppia d'attacco Virdis-Pulici, mentre il neopromosso Verona si assicurò il brasiliano Dirceu e vari giocatori di categoria quali, tra gli altri, Fanna e Spinosi.

### Avvenimenti

#### Girone di andata
Il campionato successivo al vittorioso mundial spagnolo iniziò il 12 settembre 1982. Le favorite presto ebbero problemi: l'attacco della Fiorentina, già fuori dall'Europa e dalla Coppa Italia, si bloccò, e il mercato di riparazione si arenò a causa di una lunga e infruttuosa trattativa per portare Giordano a Firenze; la Juventus pagò in avvio un certo appannamento che manifestarono i suoi molti giocatori reduci dalle fatiche mondiali, il difficile impatto di Platini coi ritmi del calcio italiano oltreché, alla lunga, l'insufficiente rendimento in trasferta; infine, i nuovi acquisti dell'Inter non rispettarono le attese.

Agostino Di Bartolomei, capitano della Roma: il suo impiego come difensore centrale, in questa stagione, diede ottimi risultati.

Ad approfittarne fu la Roma, assieme alle tre vivaci neopromosse: la Sampdoria, sorprendentemente prima dopo tre partite grazie a vittorie di rilievo su Juventus, Inter e Roma, andò declinando, così come il Pisa; a resistere fu il quadrato Verona, che inanellò una lunga serie di risultati utili e, il 7 novembre, agganciò i giallorossi al primo posto. Il pareggio interno con il Cagliari della settimana seguente bloccò tuttavia i veneti, che riuscirono comunque a incalzare una Roma in fuga per tutto dicembre, concludendo il girone di andata al secondo posto: il 9 gennaio 1983 un solo punto divideva capitolini e scaligeri, questi ultimi particolarmente abili nel contropiede.

#### Girone di ritorno
All'inizio del girone di ritorno il Verona incappò in quattro pareggi consecutivi – da segnalare la 19ª giornata, quando 7 partite su otto terminarono pari –; la pesante sconfitta del 20 febbraio sul campo dell'Avellino pose fine alla corsa dei gialloblù, destinati comunque alla qualificazione alle coppe europee. La Roma, che aveva aumentato il divario grazie al gioco a zona di Liedholm, poté affrontare con una certa sicurezza il recupero di Juventus e Inter; neppure il rovescio patito all'Olimpico il 6 marzo contro i bianconeri compromise il cammino dei giallorossi. Il 27 marzo la Juventus perse infatti in maniera rocambolesca la stracittadina, subendo 3 reti in soli tre minuti dal Torino, mentre il 3-3 nel derby d'Italia del 1º maggio non fu omologato dalla giustizia sportiva, che diede partita vinta agli ospiti poiché Marini fu colpito da una pietra nei pressi del Comunale. I nerazzurri, nel frattempo, furono protagonisti di un caso spinoso sul finire del campionato, con sospetti di combine per la trasferta di Marassi contro il Genoa, ma entrambi i club vennero assolti dalla giustizia sportiva.

Il neopromosso Verona, sorpresa del campionato, chiuse la classifica al quarto posto riuscendo a inserirsi nella lotta scudetto.

La Roma poté vincere matematicamente il suo secondo scudetto l'8 maggio, grazie al punto strappato proprio a Genova contro i rossoblù: protagonisti del successo giallorosso – a 41 anni dal loro primo titolo – furono il presidente Dino Viola, che aveva preso le redini della società dopo la negativa stagione 1978-1979, l'allenatore Liedholm, al suo secondo successo personale, e un gruppo di giocatori in cui spiccarono il campione del mondo Conti, il goleador Pruzzo e il regista brasiliano Falcão, tanto amato dai tifosi da meritarsi l'appellattivo di «ottavo re di Roma».
Lo juventino Platini, al debutto nel campionato italiano, nonostante un avvio problematico seppe emergere alla distanza, tanto da divenire capocannoniere con 16 reti. Da segnalare in questo torneo i 20 pareggi su trenta partite dell'Udinese, a tutt'oggi un record per i campionati di Serie A a 16 squadre.
Nel corso del torneo il Napoli, ultimo al termine del girone di andata, si ritrovò a lottare per la salvezza; provvidenziale per i partenopei fu il ritorno in panchina di Pesaola. Staccato sul fondo il Catanzaro, calato alla distanza, i partenopei approfittarono dei pessimi gironi di ritorno di Cesena e Cagliari per portarsi in salvo, battendo all'ultima giornata proprio i romagnoli nello scontro diretto. A decretare la caduta dei sardi fu la sconfitta contro l'Ascoli all'ultima giornata: per l'unica volta nella storia dei campionati a 16 squadre del dopoguerra, non furono sufficienti 26 punti per evitare la Serie B.

## Squadre partecipanti
| Club       | Stagione | Città         | Stadio                                                                           | Stagione precedente           |
| ---------- | -------- | ------------- | -------------------------------------------------------------------------------- | ----------------------------- |
| Ascoli     | dettagli | Ascoli Piceno | Stadio Cino e Lillo Del Duca                                                     | 6º posto in Serie A           |
| Avellino   | dettagli | Avellino      | Stadio Partenio                                                                  | 8º posto in Serie A           |
| Cagliari   | dettagli | Cagliari      | Stadio Sant'Elia                                                                 | 12º posto in Serie A          |
| Catanzaro  | dettagli | Catanzaro     | Stadio Comunale , Reggio Calabria (solo 13ª) Stadio San Vito, Cosenza (solo 24ª) | 7º posto in Serie A           |
| Cesena     | dettagli | Cesena        | Stadio Dino Manuzzi                                                              | 9º posto in Serie A           |
| Fiorentina | dettagli | Firenze       | Stadio Comunale                                                                  | 2º posto in Serie A           |
| Genoa      | dettagli | Genova        | Stadio Luigi Ferraris                                                            | 13º posto in Serie A          |
| Inter      | dettagli | Milano        | Stadio Giuseppe Meazza                                                           | 5º posto in Serie A           |
| Juventus   | dettagli | Torino        | Stadio Comunale di Torino                                                        | 1º posto in Serie A           |
| Napoli     | dettagli | Napoli        | Stadio San Paolo                                                                 | 4º posto in Serie A           |
| Pisa       | dettagli | Pisa          | Stadio Arena Garibaldi                                                           | 3º posto in Serie B, promosso |
| Roma       | dettagli | Roma          | Stadio Olimpico                                                                  | 3º posto in Serie A           |
| Sampdoria  | dettagli | Genova        | Stadio Luigi Ferraris                                                            | 2º posto in Serie B, promossa |
| Torino     | dettagli | Torino        | Stadio Comunale di Torino                                                        | 10º posto in Serie A          |
| Udinese    | dettagli | Udine         | Stadio Friuli                                                                    | 11º posto in Serie A          |
| Verona     | dettagli | Verona        | Stadio Marcantonio Bentegodi                                                     | 1º posto in Serie B, promosso |

## Allenatori e primatisti
| Squadra    | Allenatore                                                                  | Calciatore più presente                                                      | Cannoniere                            |
| ---------- | --------------------------------------------------------------------------- | ---------------------------------------------------------------------------- | ------------------------------------- |
| Ascoli     | Carlo Mazzone                                                               | Walter De Vecchi (30)                                                        | Walter De Vecchi, Giuseppe Greco (7)  |
| Avellino   | Giuseppe Marchioro (1ª-5ª) Fernando Veneranda (6ª-30ª)                      | Gerónimo Barbadillo, Luciano Favero, Stefano Tacconi, Beniamino Vignola (30) | Beniamino Vignola (7)                 |
| Cagliari   | Gustavo Giagnoni                                                            | Claudio Azzali, Maurizio Restelli (30)                                       | Luigi Piras (9)                       |
| Catanzaro  | Bruno Pace (1ª-15ª) Saverio Leotta (16ª-30ª)                                | Piero Braglia (28)                                                           | Luigi De Agostini, Pietro Mariani (4) |
| Cesena     | Bruno Bolchi                                                                | Walter Schachner (30)                                                        | Walter Schachner (8)                  |
| Fiorentina | Giancarlo De Sisti                                                          | Giovanni Galli, Daniele Massaro (30)                                         | Giancarlo Antognoni (9)               |
| Genoa      | Luigi Simoni                                                                | Mario Faccenda, Silvano Martina (30)                                         | Massimo Briaschi (I) (9)              |
| Inter      | Rino Marchesi                                                               | Ivano Bordon, Alessandro Altobelli (30)                                      | Alessandro Altobelli (15)             |
| Juventus   | Giovanni Trapattoni                                                         | Michel Platini, Gaetano Scirea, Dino Zoff (30)                               | Michel Platini (16)                   |
| Napoli     | Massimo Giacomini (1ª-11ª) Gennaro Rambone e Bruno Pesaola (D.T.) (12ª-30ª) | Luciano Castellini, Moreno Ferrario, Ruud Krol, Claudio Pellegrini (30)      | Claudio Pellegrini (5)                |
| Pisa       | Luís Vinício                                                                | Alessandro Mannini, Pasquale Casale (30)                                     | Klaus Berggreen (8)                   |
| Roma       | Nils Liedholm                                                               | Pietro Vierchowod, Franco Tancredi (30)                                      | Roberto Pruzzo (12)                   |
| Sampdoria  | Renzo Ulivieri                                                              | Alessandro Scanziani (30)                                                    | Alessandro Scanziani (8)              |
| Torino     | Eugenio Bersellini                                                          | Carlo Borghi, Giuseppe Dossena, Franco Selvaggi, Giuliano Terraneo (30)      | Franco Selvaggi (8)                   |
| Udinese    | Enzo Ferrari                                                                | Edinho, Dino Galparoli (30)                                                  | Edinho (7)                            |
| Verona     | Osvaldo Bagnoli                                                             | Luciano Spinosi, Roberto Tricella, Domenico Volpati (30)                     | Domenico Penzo (15)                   |

## Classifica finale
|        | Pos. | Squadra    | Pt | G  | V  | N  | P  | GF | GS | DR  |
| ------ | ---- | ---------- | -- | -- | -- | -- | -- | -- | -- | --- |
|        | 1.   | Roma       | 43 | 30 | 16 | 11 | 3  | 47 | 24 | +23 |
| [ 21 ] | 2.   | Juventus   | 39 | 30 | 15 | 9  | 6  | 49 | 26 | +23 |
|        | 3.   | Inter      | 38 | 30 | 12 | 14 | 4  | 40 | 23 | +17 |
|        | 4.   | Verona     | 35 | 30 | 11 | 13 | 6  | 37 | 31 | +6  |
|        | 5.   | Fiorentina | 34 | 30 | 12 | 10 | 8  | 36 | 25 | +11 |
|        | 6.   | Udinese    | 32 | 30 | 6  | 20 | 4  | 25 | 29 | -4  |
|        | 7.   | Sampdoria  | 31 | 30 | 8  | 15 | 7  | 31 | 30 | +1  |
|        | 8.   | Torino     | 30 | 30 | 9  | 12 | 9  | 30 | 28 | +2  |
|        | 9.   | Avellino   | 28 | 30 | 8  | 12 | 10 | 29 | 34 | -5  |
|        | 10.  | Napoli     | 28 | 30 | 7  | 14 | 9  | 22 | 29 | -7  |
|        | 11.  | Genoa      | 27 | 30 | 6  | 15 | 9  | 34 | 38 | -4  |
|        | 12.  | Pisa       | 27 | 30 | 8  | 11 | 11 | 27 | 27 | 0   |
|        | 13.  | Ascoli     | 27 | 30 | 9  | 9  | 12 | 32 | 37 | -5  |
|        | 14.  | Cagliari   | 26 | 30 | 6  | 14 | 10 | 23 | 33 | -10 |
|        | 15.  | Cesena     | 22 | 30 | 4  | 14 | 12 | 22 | 35 | -13 |
|        | 16.  | Catanzaro  | 13 | 30 | 2  | 9  | 19 | 21 | 56 | -35 |

Legenda:
      Campione d'Italia e qualificata in Coppa dei Campioni 1983-1984.
      Qualificate in Coppa UEFA 1983-1984.
      Qualificata in Coppa delle Coppe 1983-1984.
      Retrocesse in Serie B 1983-1984.
Regolamento:
Due punti a vittoria, uno a pareggio, zero a sconfitta.
A parità di punti valeva la classifica avulsa, eccetto per l'assegnazione dello scudetto, dove era previsto uno spareggio.

### Squadra campione
| Formazione tipo | Giocatori (presenze)        |
| --- | --------------------------- |
| Tancredi Nela Vierchowod Ancelotti Falcão Maldera Iorio Prohaska Pruzzo Di Bartolomei Conti                                                                                   | Franco Tancredi (30)        |
| Tancredi Nela Vierchowod Ancelotti Falcão Maldera Iorio Prohaska Pruzzo Di Bartolomei Conti                                                                                   | Agostino Di Bartolomei (28) |
| Tancredi Nela Vierchowod Ancelotti Falcão Maldera Iorio Prohaska Pruzzo Di Bartolomei Conti                                                                                   | Sebastiano Nela (28)        |
| Tancredi Nela Vierchowod Ancelotti Falcão Maldera Iorio Prohaska Pruzzo Di Bartolomei Conti                                                                                   | Pietro Vierchowod (30)      |
| Tancredi Nela Vierchowod Ancelotti Falcão Maldera Iorio Prohaska Pruzzo Di Bartolomei Conti                                                                                   | Aldo Maldera (26)           |
| Tancredi Nela Vierchowod Ancelotti Falcão Maldera Iorio Prohaska Pruzzo Di Bartolomei Conti                                                                                   | Paulo Roberto Falcão (27)   |
| Tancredi Nela Vierchowod Ancelotti Falcão Maldera Iorio Prohaska Pruzzo Di Bartolomei Conti                                                                                   | Herbert Prohaska (26)       |
| Tancredi Nela Vierchowod Ancelotti Falcão Maldera Iorio Prohaska Pruzzo Di Bartolomei Conti                                                                                   | Carlo Ancelotti (23)        |
| Tancredi Nela Vierchowod Ancelotti Falcão Maldera Iorio Prohaska Pruzzo Di Bartolomei Conti                                                                                   | Maurizio Iorio (25)         |
| Tancredi Nela Vierchowod Ancelotti Falcão Maldera Iorio Prohaska Pruzzo Di Bartolomei Conti                                                                                   | Bruno Conti (26)            |
| Tancredi Nela Vierchowod Ancelotti Falcão Maldera Iorio Prohaska Pruzzo Di Bartolomei Conti                                                                                   | Roberto Pruzzo (27)         |
| Altri giocatori: Michele Nappi (16), Odoacre Chierico (16), Claudio Valigi (13), Ubaldo Righetti (12), Paolo Alberto Faccini (3), Franco Superchi (1), Paolo Giovannelli (1). |                             |

## Risultati

### Tabellone
|            | Asc  | Ave  | Cag  | Cat  | Ces  | Fio  | Gen  | Int  | Juv  | Nap  | Pis  | Rom  | Sam  | Tor  | Udi  | Ver  |
| ---------- | ---- | ---- | ---- | ---- | ---- | ---- | ---- | ---- | ---- | ---- | ---- | ---- | ---- | ---- | ---- | ---- |
| Ascoli     | –––– | 2-1  | 2-0  | 3-2  | 1-1  | 1-0  | 0-0  | 0-0  | 2-0  | 2-1  | 2-2  | 1-1  | 2-0  | 2-0  | 3-0  | 2-3  |
| Avellino   | 2-0  | –––– | 0-0  | 4-0  | 1-0  | 2-0  | 2-0  | 1-2  | 1-1  | 0-0  | 1-0  | 1-1  | 0-0  | 2-0  | 1-1  | 3-0  |
| Cagliari   | 3-1  | 1-1  | –––– | 1-0  | 0-0  | 0-0  | 1-1  | 0-2  | 1-2  | 1-0  | 1-1  | 1-3  | 1-0  | 0-0  | 0-0  | 2-1  |
| Catanzaro  | 1-0  | 1-1  | 1-2  | –––– | 1-1  | 0-1  | 2-2  | 1-2  | 1-2  | 1-2  | 0-2  | 0-0  | 1-1  | 0-0  | 1-1  | 2-1  |
| Cesena     | 1-1  | 2-0  | 0-0  | 0-0  | –––– | 3-3  | 0-1  | 2-2  | 2-2  | 0-0  | 0-0  | 1-1  | 0-2  | 2-0  | 1-0  | 1-2  |
| Fiorentina | 1-0  | 3-0  | 3-1  | 4-0  | 4-0  | –––– | 2-1  | 0-0  | 0-1  | 1-0  | 2-1  | 2-2  | 3-1  | 0-0  | 1-2  | 1-1  |
| Genoa      | 0-0  | 1-1  | 3-0  | 4-1  | 2-1  | 0-3  | –––– | 2-3  | 1-0  | 0-0  | 1-0  | 1-1  | 1-1  | 1-1  | 2-3  | 0-1  |
| Inter      | 2-0  | 2-0  | 2-0  | 5-0  | 3-1  | 0-0  | 2-1  | –––– | 0-0  | 2-2  | 0-1  | 0-0  | 1-2  | 1-3  | 1-1  | 1-1  |
| Juventus   | 5-0  | 4-1  | 1-1  | 3-1  | 2-0  | 3-0  | 4-2  | 0-2  | –––– | 3-0  | 3-2  | 2-1  | 1-1  | 1-0  | 4-0  | 0-0  |
| Napoli     | 0-0  | 1-1  | 1-0  | 2-0  | 1-0  | 1-0  | 1-1  | 1-1  | 0-0  | –––– | 2-1  | 1-3  | 0-1  | 1-0  | 0-0  | 1-2  |
| Pisa       | 2-1  | 2-0  | 0-0  | 0-0  | 1-0  | 0-0  | 0-0  | 1-1  | 0-0  | 2-0  | –––– | 1-2  | 3-2  | 0-1  | 0-0  | 0-1  |
| Roma       | 2-1  | 2-0  | 1-0  | 2-0  | 1-0  | 3-1  | 2-0  | 2-1  | 1-2  | 5-2  | 3-1  | –––– | 1-0  | 3-1  | 0-0  | 1-0  |
| Sampdoria  | 1-1  | 0-0  | 1-1  | 4-2  | 0-0  | 0-0  | 2-2  | 0-0  | 1-0  | 1-1  | 1-0  | 1-0  | –––– | 0-0  | 1-3  | 2-2  |
| Torino     | 2-0  | 4-1  | 3-2  | 1-0  | 0-1  | 2-0  | 1-1  | 0-0  | 3-2  | 1-1  | 0-2  | 1-1  | 3-0  | –––– | 0-0  | 1-1  |
| Udinese    | 2-1  | 1-1  | 1-1  | 2-1  | 3-1  | 0-0  | 1-1  | 0-0  | 0-0  | 0-0  | 1-1  | 1-1  | 0-4  | 2-2  | –––– | 0-0  |
| Verona     | 2-1  | 3-0  | 2-2  | 3-1  | 1-1  | 0-1  | 2-2  | 1-2  | 2-1  | 0-0  | 2-1  | 1-1  | 1-1  | 1-0  | 0-0  | –––– |

### Calendario
Il sorteggio del calendario di Serie A e di Serie B avvenne il 30 luglio 1982, presso il CONI. Le prime sei squadre della stagione 1981-1982, Juventus, Fiorentina, Roma, Napoli, Inter e Ascoli, non potevano incontrarsi nella prime tre giornate.
| andata (1ª) | andata (1ª) | Prima giornata       | ritorno (16ª) | ritorno (16ª) |
|             |             |                      |               |               |
| 12 set.     | 0-0         | Ascoli-Genoa         | 0-0           | 16 gen.       |
| 12 set.     | 1-3         | Cagliari-Roma        | 0-1           | 16 gen.       |
| 12 set.     | 0-0         | Cesena-Pisa          | 0-1           | 16 gen.       |
| 12 set.     | 4-0         | Fiorentina-Catanzaro | 1-0           | 16 gen.       |
| 12 set.     | 0-0         | Napoli-Udinese       | 0-0           | 16 gen.       |
| 12 set.     | 1-0         | Sampdoria-Juventus   | 1-1           | 16 gen.       |
| 12 set.     | 4-1         | Torino-Avellino      | 0-2           | 16 gen.       |
| 12 set.     | 1-2         | Verona-Inter         | 1-1           | 16 gen.       |

| andata (3ª) | andata (3ª) | Terza giornata     | ritorno (18ª) | ritorno (18ª) |
|             |             |                    |               |               |
| 26 set.     | 2-2         | Ascoli-Pisa        | 1-2           | 30 gen.       |
| 26 set.     | 0-2         | Cagliari-Inter     | 0-2           | 30 gen.       |
| 26 set.     | 2-0         | Cesena-Avellino    | 0-1           | 30 gen.       |
| 26 set.     | 1-2         | Fiorentina-Udinese | 0-0           | 30 gen.       |
| 26 set.     | 2-0         | Napoli-Catanzaro   | 2-1           | 30 gen.       |
| 26 set.     | 1-0         | Sampdoria-Roma     | 0-1           | 30 gen.       |
| 26 set.     | 1-1         | Torino-Genoa       | 1-1           | 30 gen.       |
| 26 set.     | 2-1         | Verona-Juventus    | 0-0           | 30 gen.       |

| andata (5ª) | andata (5ª) | Quinta giornata     | ritorno (20ª) | ritorno (20ª) |
|             |             |                     |               |               |
| 10 ott.     | 3-0         | Ascoli-Udinese      | 1-2           | 20 feb.       |
| 10 ott.     | 1-1         | Cagliari-Pisa       | 0-0           | 20 feb.       |
| 10 ott.     | 0-1         | Cesena-Genoa        | 1-2           | 20 feb.       |
| 10 ott.     | 0-1         | Fiorentina-Juventus | 0-3           | 20 feb.       |
| 10 ott.     | 1-3         | Napoli-Roma         | 2-5           | 20 feb.       |
| 10 ott.     | 4-2         | Sampdoria-Catanzaro | 1-1           | 20 feb.       |
| 10 ott.     | 0-0         | Torino-Inter        | 3-1           | 20 feb.       |
| 10 ott.     | 3-0         | Verona-Avellino     | 0-3           | 20 feb.       |

| andata (7ª) | andata (7ª) | Settima giornata  | ritorno (22ª) | ritorno (22ª) |
|             |             |                   |               |               |
| 24 ott.     | 2-0         | Ascoli-Sampdoria  | 1-1           | 6 mar.        |
| 24 ott.     | 0-0         | Cagliari-Torino   | 2-3           | 6 mar.        |
| 24 ott.     | 3-3         | Cesena-Fiorentina | 0-4           | 6 mar.        |
| 24 ott.     | 2-3         | Genoa-Udinese     | 1-1           | 6 mar.        |
| 24 ott.     | 2-1         | Juventus-Roma     | 2-1           | 6 mar.        |
| 24 ott.     | 1-1         | Napoli-Avellino   | 0-0           | 6 mar.        |
| 24 ott.     | 1-1         | Pisa-Inter        | 1-0           | 6 mar.        |
| 24 ott.     | 3-1         | Verona-Catanzaro  | 1-2           | 6 mar.        |

| andata (9ª) | andata (9ª) | Nona giornata      | ritorno (24ª) | ritorno (24ª) |
|             |             |                    |               |               |
| 7 nov.      | 2-3         | Ascoli-Verona      | 1-2           | 20 mar.       |
| 7 nov.      | 1-0         | Cagliari-Catanzaro | 2-1           | 20 mar.       |
| 7 nov.      | 2-2         | Cesena-Inter       | 1-3           | 20 mar.       |
| 7 nov.      | 0-0         | Fiorentina-Torino  | 0-2           | 20 mar.       |
| 7 nov.      | 1-1         | Genoa-Avellino     | 0-2           | 20 mar.       |
| 7 nov.      | 3-2         | Juventus-Pisa      | 0-0           | 20 mar.       |
| 7 nov.      | 0-1         | Napoli-Sampdoria   | 1-1           | 20 mar.       |
| 7 nov.      | 1-1         | Udinese-Roma       | 0-0           | 20 mar.       |

| andata (11ª) | andata (11ª) | Undicesima giornata | ritorno (26ª) | ritorno (26ª) |
|              |              |                     |               |               |
| 28 nov.      | 2-0          | Ascoli-Juventus     | 0-5           | 10 apr.       |
| 28 nov.      | 1-2          | Avellino-Inter      | 0-2           | 10 apr.       |
| 28 nov.      | 1-0          | Cagliari-Napoli     | 0-1           | 10 apr.       |
| 28 nov.      | 0-0          | Catanzaro-Roma      | 0-2           | 10 apr.       |
| 28 nov.      | 1-1          | Fiorentina-Verona   | 1-0           | 10 apr.       |
| 28 nov.      | 1-1          | Genoa-Sampdoria     | 2-2           | 10 apr.       |
| 28 nov.      | 0-1          | Torino-Cesena       | 0-2           | 10 apr.       |
| 28 nov.      | 1-1          | Udinese-Pisa        | 0-0           | 10 apr.       |

| andata (13ª) | andata (13ª) | Tredicesima giornata | ritorno (28ª) | ritorno (28ª) |
|              |              |                      |               |               |
| 19 dic.      | 1-1          | Avellino-Roma        | 0-2           | 1º mag.       |
| 19 dic.      | 1-0          | Cagliari-Sampdoria   | 1-1           | 1º mag.       |
| 19 dic.      | 1-1          | Catanzaro-Udinese    | 1-2           | 1º mag.       |
| 19 dic.      | 1-0          | Fiorentina-Napoli    | 0-1           | 1º mag.       |
| 19 dic.      | 1-0          | Genoa-Pisa           | 0-0           | 1º mag.       |
| 19 dic.      | 0-0          | Inter-Juventus       | 2-0           | 1º mag.       |
| 19 dic.      | 2-0          | Torino-Ascoli        | 0-2           | 1º mag.       |
| 19 dic.      | 1-1          | Verona-Cesena        | 2-1           | 1º mag.       |

| andata (15ª) | andata (15ª) | Quindicesima giornata | ritorno (30ª) | ritorno (30ª) |
|              |              |                       |               |               |
| 9 gen.       | 1-1          | Avellino-Udinese      | 1-1           | 15 mag.       |
| 9 gen.       | 3-1          | Cagliari-Ascoli       | 0-2           | 15 mag.       |
| 9 gen.       | 0-0          | Cesena-Napoli         | 0-1           | 15 mag.       |
| 9 gen.       | 2-1          | Fiorentina-Pisa       | 0-0           | 15 mag.       |
| 9 gen.       | 1-0          | Genoa-Juventus        | 2-4           | 15 mag.       |
| 9 gen.       | 5-0          | Inter-Catanzaro       | 2-1           | 15 mag.       |
| 9 gen.       | 1-1          | Torino-Roma           | 1-3           | 15 mag.       |
| 9 gen.       | 1-1          | Verona-Sampdoria      | 2-2           | 15 mag.       |

| andata (2ª) | andata (2ª) | Seconda giornata | ritorno (17ª) | ritorno (17ª) |
|             |             |                  |               |               |
| 19 set.     | 2-0         | Avellino-Ascoli  | 1-2           | 23 gen.       |
| 19 set.     | 0-0         | Catanzaro-Torino | 0-1           | 23 gen.       |
| 19 set.     | 0-3         | Genoa-Fiorentina | 1-2           | 23 gen.       |
| 19 set.     | 1-2         | Inter-Sampdoria  | 0-0           | 23 gen.       |
| 19 set.     | 2-0         | Juventus-Cesena  | 2-2           | 23 gen.       |
| 19 set.     | 2-0         | Pisa-Napoli      | 1-2           | 23 gen.       |
| 19 set.     | 1-0         | Roma-Verona      | 1-1           | 23 gen.       |
| 19 set.     | 1-1         | Udinese-Cagliari | 0-0           | 23 gen.       |

| andata (4ª) | andata (4ª) | Quarta giornata   | ritorno (19ª) | ritorno (19ª) |
|             |             |                   |               |               |
| 3 ott.      | 0-0         | Avellino-Cagliari | 1-1           | 6 feb.        |
| 3 ott.      | 1-1         | Catanzaro-Cesena  | 0-0           | 6 feb.        |
| 3 ott.      | 0-1         | Genoa-Verona      | 2-2           | 6 feb.        |
| 3 ott.      | 0-0         | Inter-Fiorentina  | 0-0           | 6 feb.        |
| 3 ott.      | 3-0         | Juventus-Napoli   | 0-0           | 6 feb.        |
| 3 ott.      | 3-2         | Pisa-Sampdoria    | 0-1           | 6 feb.        |
| 3 ott.      | 2-1         | Roma-Ascoli       | 1-1           | 6 feb.        |
| 3 ott.      | 2-2         | Udinese-Torino    | 0-0           | 6 feb.        |

| andata (6ª) | andata (6ª) | Sesta giornata      | ritorno (21ª) | ritorno (21ª) |
|             |             |                     |               |               |
| 17 ott.     | 2-0         | Avellino-Fiorentina | 0-3           | 27 feb.       |
| 17 ott.     | 1-0         | Catanzaro-Ascoli    | 2-3           | 27 feb.       |
| 17 ott.     | 3-0         | Genoa-Cagliari      | 1-1           | 27 feb.       |
| 17 ott.     | 2-2         | Inter-Napoli        | 1-1           | 27 feb.       |
| 17 ott.     | 0-1         | Pisa-Verona         | 1-2           | 27 feb.       |
| 17 ott.     | 1-0         | Roma-Cesena         | 1-1           | 27 feb.       |
| 17 ott.     | 3-0         | Torino-Sampdoria    | 0-0           | 27 feb.       |
| 17 ott.     | 0-0         | Udinese-Juventus    | 0-4           | 27 feb.       |

| andata (8ª) | andata (8ª) | Ottava giornata     | ritorno (23ª) | ritorno (23ª) |
|             |             |                     |               |               |
| 31 ott.     | 1-1         | Avellino-Juventus   | 1-4           | 13 mar.       |
| 31 ott.     | 2-2         | Catanzaro-Genoa     | 1-4           | 13 mar.       |
| 31 ott.     | 3-1         | Fiorentina-Cagliari | 0-0           | 13 mar.       |
| 31 ott.     | 2-0         | Inter-Ascoli        | 0-0           | 13 mar.       |
| 31 ott.     | 3-1         | Roma-Pisa           | 2-1           | 13 mar.       |
| 31 ott.     | 0-0         | Sampdoria-Cesena    | 2-0           | 13 mar.       |
| 31 ott.     | 1-1         | Torino-Napoli       | 0-1           | 13 mar.       |
| 31 ott.     | 0-0         | Udinese-Verona      | 0-0           | 13 mar.       |

| andata (10ª) | andata (10ª) | Decima giornata    | ritorno (25ª) | ritorno (25ª) |
|              |              |                    |               |               |
| 21 nov.      | 1-0          | Cesena-Udinese     | 1-3           | 27 mar.       |
| 21 nov.      | 2-1          | Inter-Genoa        | 3-2           | 27 mar.       |
| 21 nov.      | 1-0          | Juventus-Torino    | 2-3           | 27 mar.       |
| 21 nov.      | 0-0          | Napoli-Ascoli      | 1-2           | 27 mar.       |
| 21 nov.      | 0-0          | Pisa-Catanzaro     | 2-0           | 27 mar.       |
| 21 nov.      | 3-1          | Roma-Fiorentina    | 2-2           | 27 mar.       |
| 21 nov.      | 0-0          | Sampdoria-Avellino | 0-0           | 27 mar.       |
| 21 nov.      | 2-2          | Verona-Cagliari    | 1-2           | 27 mar.       |

| andata (12ª) | andata (12ª) | Dodicesima giornata | ritorno (27ª) | ritorno (27ª) |
|              |              |                     |               |               |
| 12 dic.      | 1-0          | Ascoli-Fiorentina   | 0-1           | 24 apr.       |
| 12 dic.      | 0-0          | Cesena-Cagliari     | 0-0           | 24 apr.       |
| 12 dic.      | 3-1          | Juventus-Catanzaro  | 2-1           | 24 apr.       |
| 12 dic.      | 1-1          | Napoli-Genoa        | 0-0           | 24 apr.       |
| 12 dic.      | 2-0          | Pisa-Avellino       | 0-1           | 24 apr.       |
| 12 dic.      | 2-1          | Roma-Inter          | 0-0           | 24 apr.       |
| 12 dic.      | 1-3          | Sampdoria-Udinese   | 4-0           | 24 apr.       |
| 12 dic.      | 1-0          | Verona-Torino       | 1-1           | 24 apr.       |

| andata (14ª) | andata (14ª) | Quattordicesima giornata | ritorno (29ª) | ritorno (29ª) |
|              |              |                          |               |               |
| 2 gen.       | 1-1          | Ascoli-Cesena            | 1-1           | 8 mag.        |
| 2 gen.       | 1-1          | Catanzaro-Avellino       | 0-4           | 8 mag.        |
| 2 gen.       | 1-1          | Juventus-Cagliari        | 2-1           | 8 mag.        |
| 2 gen.       | 1-2          | Napoli-Verona            | 0-0           | 8 mag.        |
| 2 gen.       | 0-1          | Pisa-Torino              | 2-0           | 8 mag.        |
| 2 gen.       | 2-0          | Roma-Genoa               | 1-1           | 8 mag.        |
| 2 gen.       | 0-0          | Sampdoria-Fiorentina     | 1-3           | 8 mag.        |
| 2 gen.       | 0-0          | Udinese-Inter            | 1-1           | 8 mag.        |

| andata (1ª) | andata (1ª) | Prima giornata       | ritorno (16ª) | ritorno (16ª) |
|             |             |                      |               |               |
| 12 set.     | 0-0         | Ascoli-Genoa         | 0-0           | 16 gen.       |
| 12 set.     | 1-3         | Cagliari-Roma        | 0-1           | 16 gen.       |
| 12 set.     | 0-0         | Cesena-Pisa          | 0-1           | 16 gen.       |
| 12 set.     | 4-0         | Fiorentina-Catanzaro | 1-0           | 16 gen.       |
| 12 set.     | 0-0         | Napoli-Udinese       | 0-0           | 16 gen.       |
| 12 set.     | 1-0         | Sampdoria-Juventus   | 1-1           | 16 gen.       |
| 12 set.     | 4-1         | Torino-Avellino      | 0-2           | 16 gen.       |
| 12 set.     | 1-2         | Verona-Inter         | 1-1           | 16 gen.       |

| andata (3ª) | andata (3ª) | Terza giornata     | ritorno (18ª) | ritorno (18ª) |
|             |             |                    |               |               |
| 26 set.     | 2-2         | Ascoli-Pisa        | 1-2           | 30 gen.       |
| 26 set.     | 0-2         | Cagliari-Inter     | 0-2           | 30 gen.       |
| 26 set.     | 2-0         | Cesena-Avellino    | 0-1           | 30 gen.       |
| 26 set.     | 1-2         | Fiorentina-Udinese | 0-0           | 30 gen.       |
| 26 set.     | 2-0         | Napoli-Catanzaro   | 2-1           | 30 gen.       |
| 26 set.     | 1-0         | Sampdoria-Roma     | 0-1           | 30 gen.       |
| 26 set.     | 1-1         | Torino-Genoa       | 1-1           | 30 gen.       |
| 26 set.     | 2-1         | Verona-Juventus    | 0-0           | 30 gen.       |

| andata (5ª) | andata (5ª) | Quinta giornata     | ritorno (20ª) | ritorno (20ª) |
|             |             |                     |               |               |
| 10 ott.     | 3-0         | Ascoli-Udinese      | 1-2           | 20 feb.       |
| 10 ott.     | 1-1         | Cagliari-Pisa       | 0-0           | 20 feb.       |
| 10 ott.     | 0-1         | Cesena-Genoa        | 1-2           | 20 feb.       |
| 10 ott.     | 0-1         | Fiorentina-Juventus | 0-3           | 20 feb.       |
| 10 ott.     | 1-3         | Napoli-Roma         | 2-5           | 20 feb.       |
| 10 ott.     | 4-2         | Sampdoria-Catanzaro | 1-1           | 20 feb.       |
| 10 ott.     | 0-0         | Torino-Inter        | 3-1           | 20 feb.       |
| 10 ott.     | 3-0         | Verona-Avellino     | 0-3           | 20 feb.       |

| andata (7ª) | andata (7ª) | Settima giornata  | ritorno (22ª) | ritorno (22ª) |
|             |             |                   |               |               |
| 24 ott.     | 2-0         | Ascoli-Sampdoria  | 1-1           | 6 mar.        |
| 24 ott.     | 0-0         | Cagliari-Torino   | 2-3           | 6 mar.        |
| 24 ott.     | 3-3         | Cesena-Fiorentina | 0-4           | 6 mar.        |
| 24 ott.     | 2-3         | Genoa-Udinese     | 1-1           | 6 mar.        |
| 24 ott.     | 2-1         | Juventus-Roma     | 2-1           | 6 mar.        |
| 24 ott.     | 1-1         | Napoli-Avellino   | 0-0           | 6 mar.        |
| 24 ott.     | 1-1         | Pisa-Inter        | 1-0           | 6 mar.        |
| 24 ott.     | 3-1         | Verona-Catanzaro  | 1-2           | 6 mar.        |

| andata (9ª) | andata (9ª) | Nona giornata      | ritorno (24ª) | ritorno (24ª) |
|             |             |                    |               |               |
| 7 nov.      | 2-3         | Ascoli-Verona      | 1-2           | 20 mar.       |
| 7 nov.      | 1-0         | Cagliari-Catanzaro | 2-1           | 20 mar.       |
| 7 nov.      | 2-2         | Cesena-Inter       | 1-3           | 20 mar.       |
| 7 nov.      | 0-0         | Fiorentina-Torino  | 0-2           | 20 mar.       |
| 7 nov.      | 1-1         | Genoa-Avellino     | 0-2           | 20 mar.       |
| 7 nov.      | 3-2         | Juventus-Pisa      | 0-0           | 20 mar.       |
| 7 nov.      | 0-1         | Napoli-Sampdoria   | 1-1           | 20 mar.       |
| 7 nov.      | 1-1         | Udinese-Roma       | 0-0           | 20 mar.       |

| andata (11ª) | andata (11ª) | Undicesima giornata | ritorno (26ª) | ritorno (26ª) |
|              |              |                     |               |               |
| 28 nov.      | 2-0          | Ascoli-Juventus     | 0-5           | 10 apr.       |
| 28 nov.      | 1-2          | Avellino-Inter      | 0-2           | 10 apr.       |
| 28 nov.      | 1-0          | Cagliari-Napoli     | 0-1           | 10 apr.       |
| 28 nov.      | 0-0          | Catanzaro-Roma      | 0-2           | 10 apr.       |
| 28 nov.      | 1-1          | Fiorentina-Verona   | 1-0           | 10 apr.       |
| 28 nov.      | 1-1          | Genoa-Sampdoria     | 2-2           | 10 apr.       |
| 28 nov.      | 0-1          | Torino-Cesena       | 0-2           | 10 apr.       |
| 28 nov.      | 1-1          | Udinese-Pisa        | 0-0           | 10 apr.       |

| andata (13ª) | andata (13ª) | Tredicesima giornata | ritorno (28ª) | ritorno (28ª) |
|              |              |                      |               |               |
| 19 dic.      | 1-1          | Avellino-Roma        | 0-2           | 1º mag.       |
| 19 dic.      | 1-0          | Cagliari-Sampdoria   | 1-1           | 1º mag.       |
| 19 dic.      | 1-1          | Catanzaro-Udinese    | 1-2           | 1º mag.       |
| 19 dic.      | 1-0          | Fiorentina-Napoli    | 0-1           | 1º mag.       |
| 19 dic.      | 1-0          | Genoa-Pisa           | 0-0           | 1º mag.       |
| 19 dic.      | 0-0          | Inter-Juventus       | 2-0           | 1º mag.       |
| 19 dic.      | 2-0          | Torino-Ascoli        | 0-2           | 1º mag.       |
| 19 dic.      | 1-1          | Verona-Cesena        | 2-1           | 1º mag.       |

| andata (15ª) | andata (15ª) | Quindicesima giornata | ritorno (30ª) | ritorno (30ª) |
|              |              |                       |               |               |
| 9 gen.       | 1-1          | Avellino-Udinese      | 1-1           | 15 mag.       |
| 9 gen.       | 3-1          | Cagliari-Ascoli       | 0-2           | 15 mag.       |
| 9 gen.       | 0-0          | Cesena-Napoli         | 0-1           | 15 mag.       |
| 9 gen.       | 2-1          | Fiorentina-Pisa       | 0-0           | 15 mag.       |
| 9 gen.       | 1-0          | Genoa-Juventus        | 2-4           | 15 mag.       |
| 9 gen.       | 5-0          | Inter-Catanzaro       | 2-1           | 15 mag.       |
| 9 gen.       | 1-1          | Torino-Roma           | 1-3           | 15 mag.       |
| 9 gen.       | 1-1          | Verona-Sampdoria      | 2-2           | 15 mag.       |

| andata (2ª) | andata (2ª) | Seconda giornata | ritorno (17ª) | ritorno (17ª) |
|             |             |                  |               |               |
| 19 set.     | 2-0         | Avellino-Ascoli  | 1-2           | 23 gen.       |
| 19 set.     | 0-0         | Catanzaro-Torino | 0-1           | 23 gen.       |
| 19 set.     | 0-3         | Genoa-Fiorentina | 1-2           | 23 gen.       |
| 19 set.     | 1-2         | Inter-Sampdoria  | 0-0           | 23 gen.       |
| 19 set.     | 2-0         | Juventus-Cesena  | 2-2           | 23 gen.       |
| 19 set.     | 2-0         | Pisa-Napoli      | 1-2           | 23 gen.       |
| 19 set.     | 1-0         | Roma-Verona      | 1-1           | 23 gen.       |
| 19 set.     | 1-1         | Udinese-Cagliari | 0-0           | 23 gen.       |

| andata (4ª) | andata (4ª) | Quarta giornata   | ritorno (19ª) | ritorno (19ª) |
|             |             |                   |               |               |
| 3 ott.      | 0-0         | Avellino-Cagliari | 1-1           | 6 feb.        |
| 3 ott.      | 1-1         | Catanzaro-Cesena  | 0-0           | 6 feb.        |
| 3 ott.      | 0-1         | Genoa-Verona      | 2-2           | 6 feb.        |
| 3 ott.      | 0-0         | Inter-Fiorentina  | 0-0           | 6 feb.        |
| 3 ott.      | 3-0         | Juventus-Napoli   | 0-0           | 6 feb.        |
| 3 ott.      | 3-2         | Pisa-Sampdoria    | 0-1           | 6 feb.        |
| 3 ott.      | 2-1         | Roma-Ascoli       | 1-1           | 6 feb.        |
| 3 ott.      | 2-2         | Udinese-Torino    | 0-0           | 6 feb.        |

| andata (6ª) | andata (6ª) | Sesta giornata      | ritorno (21ª) | ritorno (21ª) |
|             |             |                     |               |               |
| 17 ott.     | 2-0         | Avellino-Fiorentina | 0-3           | 27 feb.       |
| 17 ott.     | 1-0         | Catanzaro-Ascoli    | 2-3           | 27 feb.       |
| 17 ott.     | 3-0         | Genoa-Cagliari      | 1-1           | 27 feb.       |
| 17 ott.     | 2-2         | Inter-Napoli        | 1-1           | 27 feb.       |
| 17 ott.     | 0-1         | Pisa-Verona         | 1-2           | 27 feb.       |
| 17 ott.     | 1-0         | Roma-Cesena         | 1-1           | 27 feb.       |
| 17 ott.     | 3-0         | Torino-Sampdoria    | 0-0           | 27 feb.       |
| 17 ott.     | 0-0         | Udinese-Juventus    | 0-4           | 27 feb.       |

| andata (8ª) | andata (8ª) | Ottava giornata     | ritorno (23ª) | ritorno (23ª) |
|             |             |                     |               |               |
| 31 ott.     | 1-1         | Avellino-Juventus   | 1-4           | 13 mar.       |
| 31 ott.     | 2-2         | Catanzaro-Genoa     | 1-4           | 13 mar.       |
| 31 ott.     | 3-1         | Fiorentina-Cagliari | 0-0           | 13 mar.       |
| 31 ott.     | 2-0         | Inter-Ascoli        | 0-0           | 13 mar.       |
| 31 ott.     | 3-1         | Roma-Pisa           | 2-1           | 13 mar.       |
| 31 ott.     | 0-0         | Sampdoria-Cesena    | 2-0           | 13 mar.       |
| 31 ott.     | 1-1         | Torino-Napoli       | 0-1           | 13 mar.       |
| 31 ott.     | 0-0         | Udinese-Verona      | 0-0           | 13 mar.       |

| andata (10ª) | andata (10ª) | Decima giornata    | ritorno (25ª) | ritorno (25ª) |
|              |              |                    |               |               |
| 21 nov.      | 1-0          | Cesena-Udinese     | 1-3           | 27 mar.       |
| 21 nov.      | 2-1          | Inter-Genoa        | 3-2           | 27 mar.       |
| 21 nov.      | 1-0          | Juventus-Torino    | 2-3           | 27 mar.       |
| 21 nov.      | 0-0          | Napoli-Ascoli      | 1-2           | 27 mar.       |
| 21 nov.      | 0-0          | Pisa-Catanzaro     | 2-0           | 27 mar.       |
| 21 nov.      | 3-1          | Roma-Fiorentina    | 2-2           | 27 mar.       |
| 21 nov.      | 0-0          | Sampdoria-Avellino | 0-0           | 27 mar.       |
| 21 nov.      | 2-2          | Verona-Cagliari    | 1-2           | 27 mar.       |

| andata (12ª) | andata (12ª) | Dodicesima giornata | ritorno (27ª) | ritorno (27ª) |
|              |              |                     |               |               |
| 12 dic.      | 1-0          | Ascoli-Fiorentina   | 0-1           | 24 apr.       |
| 12 dic.      | 0-0          | Cesena-Cagliari     | 0-0           | 24 apr.       |
| 12 dic.      | 3-1          | Juventus-Catanzaro  | 2-1           | 24 apr.       |
| 12 dic.      | 1-1          | Napoli-Genoa        | 0-0           | 24 apr.       |
| 12 dic.      | 2-0          | Pisa-Avellino       | 0-1           | 24 apr.       |
| 12 dic.      | 2-1          | Roma-Inter          | 0-0           | 24 apr.       |
| 12 dic.      | 1-3          | Sampdoria-Udinese   | 4-0           | 24 apr.       |
| 12 dic.      | 1-0          | Verona-Torino       | 1-1           | 24 apr.       |

| andata (14ª) | andata (14ª) | Quattordicesima giornata | ritorno (29ª) | ritorno (29ª) |
|              |              |                          |               |               |
| 2 gen.       | 1-1          | Ascoli-Cesena            | 1-1           | 8 mag.        |
| 2 gen.       | 1-1          | Catanzaro-Avellino       | 0-4           | 8 mag.        |
| 2 gen.       | 1-1          | Juventus-Cagliari        | 2-1           | 8 mag.        |
| 2 gen.       | 1-2          | Napoli-Verona            | 0-0           | 8 mag.        |
| 2 gen.       | 0-1          | Pisa-Torino              | 2-0           | 8 mag.        |
| 2 gen.       | 2-0          | Roma-Genoa               | 1-1           | 8 mag.        |
| 2 gen.       | 0-0          | Sampdoria-Fiorentina     | 1-3           | 8 mag.        |
| 2 gen.       | 0-0          | Udinese-Inter            | 1-1           | 8 mag.        |

## Statistiche

### Squadre

#### Capoliste solitarie
|    | —— | ——  | —— | —— | ——  | —— | ——  | —— | ——   | ——   | ——   | ——   | ——   | ——   | ——   | ——   | ——   | ——   | ——   | ——   | ——   | ——   | ——   | ——   | ——   | ——   | ——   | ——   | ——   | —— |  |
|    |    | Sam |    |    | Rom |    | Rom |    | Roma | Roma | Roma | Roma | Roma | Roma | Roma | Roma | Roma | Roma | Roma | Roma | Roma | Roma | Roma | Roma | Roma | Roma | Roma | Roma | Roma |    |  |
|    |    |     |    |    |     |    |     |    |      |      |      |      |      |      |      |      |      |      |      |      |      |      |      |      |      |      |      |      |      |    |  |
|    |    |     |    |    |     |    |     |    |      |      |      |      |      |      |      |      |      |      |      |      |      |      |      |      |      |      |      |      |      |    |  |
| 1ª | 2ª | 3ª  | 4ª | 5ª | 6ª  | 7ª | 8ª  | 9ª | 10ª  | 11ª  | 12ª  | 13ª  | 14ª  | 15ª  | 16ª  | 17ª  | 18ª  | 19ª  | 20ª  | 21ª  | 22ª  | 23ª  | 24ª  | 25ª  | 26ª  | 27ª  | 28ª  | 29ª  | 30ª  |    |  |

#### Classifica in divenire
| [ 24 ]     | 1ª | 2ª | 3ª | 4ª | 5ª | 6ª | 7ª | 8ª | 9ª | 10ª | 11ª | 12ª | 13ª | 14ª | 15ª | 16ª | 17ª | 18ª | 19ª | 20ª | 21ª | 22ª | 23ª | 24ª | 25ª | 26ª | 27ª | 28ª | 29ª | 30ª |
| [ 24 ]     |    |    |    |    |    |    |    |    |    |     |     |     |     |     |     |     |     |     |     |     |     |     |     |     |     |     |     |     |     |     |
| ---------- | -- | -- | -- | -- | -- | -- | -- | -- | -- | --- | --- | --- | --- | --- | --- | --- | --- | --- | --- | --- | --- | --- | --- | --- | --- | --- | --- | --- | --- | --- |
| Ascoli     | 1  | 1  | 2  | 2  | 4  | 4  | 6  | 6  | 6  | 7   | 9   | 11  | 11  | 12  | 12  | 13  | 15  | 15  | 16  | 16  | 18  | 19  | 20  | 20  | 22  | 22  | 22  | 24  | 25  | 27  |
| Avellino   | 0  | 2  | 2  | 3  | 3  | 5  | 6  | 7  | 8  | 9   | 9   | 9   | 10  | 11  | 12  | 14  | 14  | 16  | 17  | 19  | 19  | 20  | 20  | 22  | 23  | 23  | 25  | 25  | 27  | 28  |
| Cagliari   | 0  | 1  | 1  | 2  | 3  | 3  | 4  | 4  | 6  | 7   | 9   | 10  | 12  | 13  | 15  | 15  | 16  | 16  | 17  | 18  | 19  | 19  | 20  | 22  | 24  | 24  | 25  | 26  | 26  | 26  |
| Catanzaro  | 0  | 1  | 1  | 2  | 2  | 4  | 4  | 5  | 5  | 6   | 7   | 7   | 8   | 9   | 9   | 9   | 9   | 9   | 10  | 11  | 11  | 13  | 13  | 13  | 13  | 13  | 13  | 13  | 13  | 13  |
| Cesena     | 1  | 1  | 3  | 4  | 4  | 4  | 5  | 6  | 7  | 9   | 11  | 12  | 13  | 14  | 15  | 15  | 16  | 16  | 17  | 17  | 18  | 18  | 18  | 18  | 18  | 20  | 21  | 21  | 22  | 22  |
| Fiorentina | 2  | 4  | 4  | 5  | 5  | 5  | 6  | 8  | 9  | 9   | 10  | 10  | 12  | 13  | 15  | 17  | 19  | 20  | 21  | 21  | 23  | 25  | 26  | 26  | 27  | 29  | 31  | 31  | 33  | 34  |
| Genoa      | 1  | 1  | 2  | 2  | 4  | 6  | 6  | 7  | 8  | 8   | 9   | 10  | 12  | 12  | 14  | 15  | 15  | 16  | 17  | 19  | 20  | 21  | 23  | 23  | 23  | 24  | 25  | 26  | 27  | 27  |
| Inter      | 2  | 2  | 4  | 5  | 6  | 7  | 8  | 10 | 11 | 13  | 15  | 15  | 16  | 17  | 19  | 20  | 21  | 23  | 24  | 24  | 25  | 25  | 26  | 28  | 30  | 32  | 33  | 35  | 36  | 38  |
| Juventus   | 0  | 2  | 2  | 4  | 6  | 7  | 9  | 10 | 12 | 14  | 14  | 16  | 17  | 18  | 18  | 19  | 20  | 21  | 22  | 24  | 26  | 28  | 30  | 31  | 31  | 33  | 35  | 35  | 37  | 39  |
| Napoli     | 1  | 1  | 3  | 3  | 3  | 4  | 5  | 6  | 6  | 7   | 7   | 8   | 8   | 8   | 9   | 10  | 12  | 14  | 15  | 15  | 16  | 17  | 19  | 20  | 20  | 22  | 23  | 25  | 26  | 28  |
| Pisa       | 1  | 3  | 4  | 6  | 7  | 7  | 8  | 8  | 8  | 9   | 10  | 12  | 12  | 12  | 12  | 14  | 14  | 16  | 16  | 17  | 17  | 19  | 19  | 20  | 22  | 23  | 23  | 24  | 26  | 27  |
| Roma       | 2  | 4  | 4  | 6  | 8  | 10 | 10 | 12 | 13 | 15  | 16  | 18  | 19  | 21  | 22  | 24  | 25  | 27  | 28  | 30  | 31  | 31  | 33  | 34  | 35  | 37  | 38  | 40  | 41  | 43  |
| Sampdoria  | 2  | 4  | 6  | 6  | 8  | 8  | 8  | 9  | 11 | 12  | 13  | 13  | 13  | 14  | 15  | 16  | 17  | 17  | 19  | 20  | 21  | 22  | 24  | 25  | 26  | 27  | 29  | 30  | 30  | 31  |
| Torino     | 2  | 3  | 4  | 5  | 6  | 8  | 9  | 10 | 11 | 11  | 11  | 11  | 13  | 15  | 16  | 16  | 18  | 19  | 20  | 22  | 23  | 25  | 25  | 27  | 29  | 29  | 30  | 30  | 30  | 30  |
| Udinese    | 1  | 2  | 4  | 5  | 5  | 6  | 8  | 9  | 10 | 10  | 11  | 13  | 14  | 15  | 16  | 17  | 18  | 19  | 20  | 22  | 22  | 23  | 24  | 25  | 27  | 28  | 28  | 30  | 31  | 32  |
| Verona     | 0  | 0  | 2  | 4  | 6  | 8  | 10 | 11 | 13 | 14  | 15  | 17  | 18  | 20  | 21  | 22  | 23  | 24  | 25  | 25  | 27  | 27  | 28  | 30  | 30  | 30  | 31  | 33  | 34  | 35  |

#### Classifiche di rendimento

##### Rendimento andata-ritorno
| Andata     | Andata | Ritorno    | Ritorno |
|            |        |            |         |
| Roma       | 22     | Juventus   | 21      |
| Verona     | 21     | Roma       | 21      |
| Inter      | 19     | Fiorentina | 19      |
| Juventus   | 18     | Inter      | 19      |
| Torino     | 16     | Napoli     | 19      |
| Udinese    | 16     | Avellino   | 16      |
| Cagliari   | 15     | Sampdoria  | 16      |
| Cesena     | 15     | Udinese    | 16      |
| Fiorentina | 15     | Ascoli     | 15      |
| Sampdoria  | 15     | Pisa       | 15      |
| Genoa      | 14     | Torino     | 14      |
| Ascoli     | 12     | Verona     | 14      |
| Avellino   | 12     | Genoa      | 13      |
| Pisa       | 12     | Cagliari   | 11      |
| Catanzaro  | 9      | Cesena     | 7       |
| Napoli     | 9      | Catanzaro  | 4       |

##### Rendimento casa-trasferta
| Casa       | Casa | Trasferta  | Trasferta |
|            |      |            |           |
| Roma       | 27   | Inter      | 20        |
| Juventus   | 25   | Roma       | 16        |
| Ascoli     | 23   | Verona     | 16        |
| Avellino   | 22   | Udinese    | 15        |
| Fiorentina | 22   | Juventus   | 14        |
| Torino     | 20   | Sampdoria  | 13        |
| Verona     | 19   | Fiorentina | 12        |
| Inter      | 18   | Genoa      | 11        |
| Napoli     | 18   | Napoli     | 10        |
| Sampdoria  | 18   | Pisa       | 10        |
| Cagliari   | 17   | Torino     | 10        |
| Pisa       | 17   | Cagliari   | 9         |
| Udinese    | 17   | Cesena     | 7         |
| Genoa      | 16   | Avellino   | 6         |
| Cesena     | 15   | Ascoli     | 4         |
| Catanzaro  | 11   | Catanzaro  | 2         |

#### Primati stagionali
- Maggior numero di vittorie: Roma (16)
- Minor numero di sconfitte: Roma (3)
- Miglior attacco: Juventus (49)
- Miglior difesa: Inter (23)
- Miglior differenza reti: Juventus e Roma (+23)
- Maggior numero di pareggi: Udinese (20)
- Minor numero di vittorie: Catanzaro (2)
- Maggior numero di sconfitte: Catanzaro (19)
- Peggiore attacco: Catanzaro (21)
- Peggior difesa: Catanzaro (56)
- Peggior differenza reti: Catanzaro (-35)
- Partita con più reti: Roma-Napoli 5-2 (20ª giornata)

### Individuali

#### Classifica marcatori
Nel corso del campionato furono segnate complessivamente 505 reti (di cui 40 su autorete, 49 su calcio di rigore e 2 assegnate per giudizio sportivo) da 142 diversi giocatori, per una media di 2,1 gol a partita. L'unica partita il cui risultato fu deciso a tavolino fu Juventus-Inter, terminata 3-3 sul campo. Di seguito, la classifica dei marcatori.
| Gol | Rigori |  | Giocatore            | Squadra    |
| --- | ------ |  | -------------------- | ---------- |
| 16  | 1      |  | Michel Platini       | Juventus   |
| 15  | 3      |  | Alessandro Altobelli | Inter      |
| 15  | 3      |  | Domenico Penzo       | Verona     |
| 12  | 3      |  | Roberto Pruzzo       | Roma       |
| 9   | 2      |  | Luigi Piras          | Cagliari   |
| 9   | 6      |  | Giancarlo Antognoni  | Fiorentina |
| 9   |        |  | Massimo Briaschi (I) | Genoa      |
| 8   |        |  | Walter Schachner     | Cesena     |
| 8   |        |  | Klaus Berggreen      | Pisa       |
| 8   |        |  | Alessandro Scanziani | Sampdoria  |
| 8   |        |  | Franco Selvaggi      | Torino     |